# Adesmia microphylla

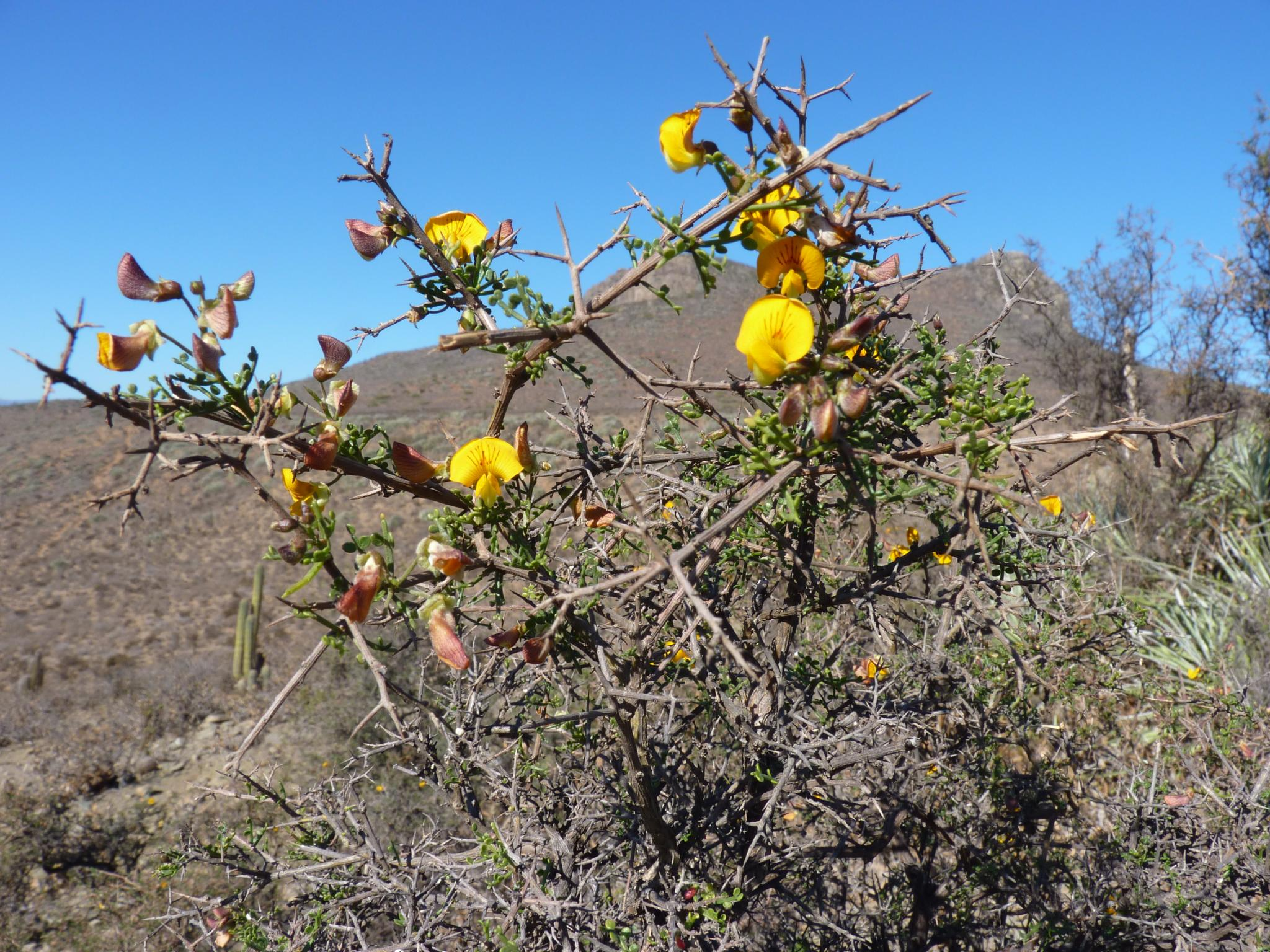
Detall de la planta

Adesmia microphylla és una espècie d'arbust de la família de les lleguminoses. És originària de Xile, on es troba al matollar costaner a una altitud de 400 a 1.000 metres, associada amb Proustia pungens i Lithrea caustica.

## Taxonomia
Adesmia microphylla va ser descrita per Hook. i Arn. i publicada a The Botany of Captain Beechey's Voyage 19, pl. 9. 1841[1830].

### Sinonímia
- Adesmia spinosa Lesson
- Patagonium microphyllum (Hook. & Arn.) Kuntze[2]